# Санта Марија Чикита, Меса де Рендон (Морис)
Санта Марија Чикита, Меса де Рендон (шп. Santa María Chiquita, Mesa de Rendón) насеље је у Мексику у савезној држави Чивава у општини Морис. Насеље се налази на надморској висини од 780 м.

## Становништво
Према подацима из 2010. године у насељу је живело 5 становника.

### Хронологија
| Година       | 2000        | 2005 | 2010 |
| ------------ | ----------- | ---- | ---- |
| Становништво | 20 (11 / 9) | 5    | 5    |

### Попис
| # | Индикатор                     | Вредност |
| - | ----------------------------- | -------- |
| 1 | Укупно домаћинстава           | 2        |
| 2 | Укупно насељених домаћинстава | 2        |
| 3 | Величина локације             | 1        |